# Fernando Aguiar
Fernando João Lobo Aguiar (18 de marzo de 1972, Chaves, Portugal) es un exfutbolista portugués nacionalizado canadiense.

## Carrera
Habiéndose trasladado a vivir a Canadá a una edad temprana, Aguiar inició su carrera futbolística en la liga canadiense de fútbol, jugando con los Toronto Blizzard. En 1994 se trasladó al fútbol europeo en la primera división portuguesa, con el C.S. Marítimo. Tras un desempeño desfavorable, jugó durante cinco años en la segunda división, hasta que finalmente ascendió de nuevo con el S.C. Beira-Mar.
Posteriormente, en enero de 2002, Aguiar firmó contrato con S. L. Benfica, donde jugaría un rol defensivo de alguna importancia. Durante los siguientes años se trasladó a varios equipos, donde jugaría hasta que se retiró a los 37 años.

## Carrera internacional
Fernando Aguiar tiene tanto nacionalidad portuguesa como canadiense. Sin embargo, dado que creció en Canadá, jugó en el equipo nacional de Canadá. Irónicamente, hizo su debut en enero de 1995 contra Portugal.
Aguiar representó a Canadá en cuatro partidos de clasificación a la Copa Mundial de Fútbol; su último partido internacional fue en julio de 1999, contra Arabia Saudita.

## Honores
- S.L. Benfica:
  - Portuguese Cup: 2003–04